# Каннаудж
Каннаудж — город, административный центр одноименного округа в индийском штате Уттар-Прадеш, расположен на берегу Ганга. Название города происходит от слова «Каньякубья» (англ. Kanyakubja), в переводе — «девичий горб». Был столицей североиндийской империи Пратихаров.

## Треугольник Каннауджа
В Средние века при династии Харша в Каннаудже находилась столица государства. В VIII—X вв. Каннаудж становится местом столкновения трех династий — Гурджара-Пратихара, Пала и Раштракутов. Многие историки называют его «трехсторонней борьбой» За обладание городом вначале боролись все три династии, однако он остался в руках Гурджара-Пратихара.

Треугольник Каннауджа — географическая точка столкновения трех империй

## Исторические памятники
Проходя через город, Фасянь обнаружил там два буддийских монастыря «малой колесницы».
Грандиозность построек древнего города можно представить по тому факту, что руины находятся на территории пяти различных современных деревень, образуя полукруг более 6 км в диаметре. Все индуистские постройки были уничтожены, однако сохранилась Великая мечеть, построенная Ибрагим Шахом в 1406 году.

## География
Географические координаты Каннауджа: 27°04′ с. ш. 79°55′ в. д.. Высота над уровнем моря — 139 м.

## Демографическая ситуация
По переписи населения Индии 2011 года, которая стала крупнейшей в истории государства, в Каннаудже проживало 71 530 человек. Из них 53 % составляли мужчины, 47 % — женщины. Уровень грамотности в городе составлял 58 %, ниже среднего уровня по стране (59,5 %). При этом грамотность у мужчин составила 64 %, у женщин — 52 %. 15 % населения Каннауджа составляли дети до 6 лет.